# Polymastia paupera
Polymastia paupera är en svampdjursart som beskrevs av Robert Fredric Fredrik Fristedt 1887. Polymastia paupera ingår i släktet Polymastia och familjen Polymastiidae. Inga underarter finns listade i Catalogue of Life.